# Павлово (Серпецький повіт)
Павлово (пол. Pawłowo) — село в Польщі, у гміні Серпць Серпецького повіту Мазовецького воєводства.
Населення — 65 осіб (2011).
У 1975-1998 роках село належало до Плоцького воєводства.

## Демографія
Демографічна структура станом на 31 березня 2011 року:
|          | Загалом | Допрацездатний вік | Працездатний вік | Постпрацездатний вік |
| -------- | ------- | ------------------ | ---------------- | -------------------- |
| Чоловіки | 40      | 11                 | 24               | 5                    |
| Жінки    | 25      | 5                  | 14               | 6                    |
| Разом    | 65      | 16                 | 38               | 11                   |